# Баточина (община)
Баточина (серб. Баточина) — община в Сербии, входит в Шумадийский округ.
Население общины составляет 11 771 человек (2007 год), плотность населения составляет 87 чел./км². Занимаемая площадь — 136 км², из них 77,3 % используется в промышленных целях.
Административный центр общины — город Баточина. Община Баточина состоит из 11 населённых пунктов, средняя площадь населённого пункта — 12,4 км².

## Статистика населения общины
| Год  | Население, чел. |
| ---- | --------------- |
| 1991 | 21710           |
| 2001 | 12296           |
| 2002 | 12231           |
| 2003 | 12142           |
| 2004 | 12038           |
| 2005 | 11925           |
| 2006 | 11841           |
| 2007 | 11771           |